# Дойна (родовище)
Дойна — офшорне газове родовище, розташоване у румунському секторі Чорного моря.

## Опис
Родовище відкрили у 1995 році внаслідок розвідувальної кампанії, проведеної напівзануреним буровим судном Ocean Liberator на замовлення консорціуму під операторством Enterprise Oil. Спершу в районі з глибиною моря 85 метрів була  закладена свердловини Doina-1, яка досягла глибини 3025 метра та виявила газопрояви. Пробурена наступною Doina-2, закладена всього за чотири сотні метрів від попередньої свердловини, виявила газовий поклад, який показав на тестуванні результат у 0,5 млн м3 на добу.
В 2001 році на родовищі пробурили оціночну свердловину Doina-3, результати якої не задовольнили Enterprise Oil, яка у підсумку відступила свої права компанії Sterling Resources. На замовлення останньої у 2008-му самопідіймальна бурова установка Prometeu спорудила ще одну оціночну свердловину Doina-4, яка підтвердила поширення продуктивної формації Дойна.
Поклади газу виявлені у міоцен-пліоценових пісковиках, формування яких відбувалось в умовах морського мілководдя. Запаси родовища оцінюються на рівні 2,8 млрд м3 газу.
Розробка Дойни відбуватиметься за єдиним планом із розташованим неподалік газовим родовищем Ана (проект Midia Gas Development, MGD). Вилучення запасів провадитимуть через одну свердловину, облаштовану у підводному виконанні, а видача продукції відбуватиметься за допомогою газопроводу довжиною 18 км та діаметром 200 мм до платформи, встановленої на Ані.
Проект MGD реалізує компанія Black Sea Oil & Gas (BSOG), власниками якої є інвестиційний фонд Carlyle International Energy Partners (65 %) та Європейський Банк Реконструкції та Розвитку (Sterling Resources у середині 2010-х відступила свої права зазначеному фонду, який вже в подальшому продав частину участі ЄБРР). Станом на початок 2020-х стартували активні роботи з облаштування родовищ.